# شارلوت هيل أونيل
شارلوت هيل أونيل (بالإنجليزية: Charlotte Hill O'Neal)‏ هي المدير المشارك لمركز المجتمع الأمريكي الإفريقي المتحد، والذي يُعرف الآن بالمركز المجتمعي للتحالف الإفريقي المتحد (UAACC). تأسس المركز المجتمعي للتحالف الإفريقي المتحد UAACC في عام 1991 من قبل أونيل وزوجها، بيت، بهدف تمكين الشباب السود في المناطق الحضرية والريفية في تنزانيا. شارك معهما طفلاها، مالكولم وآنوود «ستورمي» أونيل.

## حياتها المبكرة وتعليمها
وُلدت أونيل في كانساس سيتي بولاية كانساس، حيث أصبحت عضوًا في فرع حزب الفهود السود في كانساس سيتي في عام 1969.

## نشاطيتها
في سن السابعة عشر، أصبحت أونيل عضوًا في مدرسة كنساس للكرامة الإنسانية حيث ذهبت إلى الكنائس والمدارس في المجتمع المحلي للتحدث عن تاريخ السود.

## أعمالها الأخرى
ألفت أونيل مؤلف منشور مع اثنين من كتب الشعر. صدر أول كتاب شعر لها بعنوان محاربة السلام Warrior Woman of Peace في عام 2008 ويتميز بقصائد عن تجاربها الشخصية كامرأة وعن النساء اللواتي أثرن على حياتها. نشرت أيضًا كتاب آخر بعنوان شرائح الحياة ... طعم السحر في عام 2016.

## روابط خارجية
- Charlotte Hill O'Neal (Organizer)'s webpage

```
بوابات|المرأة|أعلام|نسوية|مسار أرشيف= 
https://web.archive.org/web/20191208190717/https://www.worldcat.org/oclc/44573264%7Cتاريخ
 أرشيف=2019-12-08}}
```